# الکساندر زاویالوف
الکساندر زاویالوف (روسی: Алекса́ндр Алекса́ндрович Завья́лов؛ زادهٔ ۲ ژوئن ۱۹۵۵) اسکی‌باز صحرانوردی اهل روسیه است.
وی همچنین برندهٔ جوایزی همچون نشان لنین شده‌است.